# Marija Manakova
Marija Manakova, serb. Марија Манакова, ros. Мария Борисовна Манакова, Marija Borisowna Manakowa (ur. 1 marca 1974) – serbska szachistka pochodzenia rosyjskiego, arcymistrzyni od 1997 roku.

## Kariera szachowa
W 1990 r. startowała w finale mistrzostw ZSRR juniorek do 20 lat. W 1992 r. podzieliła III-V m. w mistrzostwach świata juniorek do 18 lat w Duisburgu, natomiast w 1993 r. podzieliła V-VIII m. w mistrzostwach Europy juniorek do 20 lat w Svitavach. W 1995 r. zajęła VII m. w finale indywidualnych mistrzostw Rosji, rozegranych w Eliście. 
W 1998 r. zaczęła reprezentować barwy Jugosławii. W tym samym roku jedyny raz w dotychczasowej karierze wystąpiła na szachowej olimpiadzie, natomiast w 1999 r. zdobyła w Batumi srebrny medal drużynowych mistrzostw Europy (chociaż nie rozegrała ani jednej partii, pełniąc rolę zawodniczki rezerwowej). W 1999 r. podzieliła II m. (za Nino Churcidze, wspólnie z m.in. Natašą Bojković i Mają Lomineiszwili) w turnieju strefowym w Tbilisi i zdobyła awans do pucharowego turnieju o mistrzostwo świata, który rozegrany został w 2000 r. w Nowym Delhi. W I rundzie tego turnieju wygrała z Brazylijką Joarą Chaves, ale w II rundzie przegrała z Ketino Kachiani i odpadła z dalszej rywalizacji. W 2009 r. zwyciężyła w mistrzostwach Moskwy oraz awansowała do finału indywidualnych mistrzostw Rosji, w którym zajęła IX miejsce. W 2010 r. podzieliła II m. (za Elshanem Moradiabadim, wspólnie z m.in. Siergiejem Zagrebelnym i Momcziłem Nikołowem) w otwartym turnieju w Ajos Kirikos.
Wielokrotnie startowała w finałach indywidualnych mistrzostw Jugosławii, dwukrotnie (1999, 2000) zdobywając srebrne medale. Była również trzykrotnie brązową medalistką indywidualnych mistrzostw Serbii (2008, 2011, 2012). 
Najwyższy ranking w dotychczasowej karierze osiągnęła 1 kwietnia 2001 r., z wynikiem 2395 punktów zajmowała wówczas 41. miejsce na światowej liście FIDE, jednocześnie zajmując 4. miejsce wśród jugosłowiańskich szachistek.